# Pietro Perugino

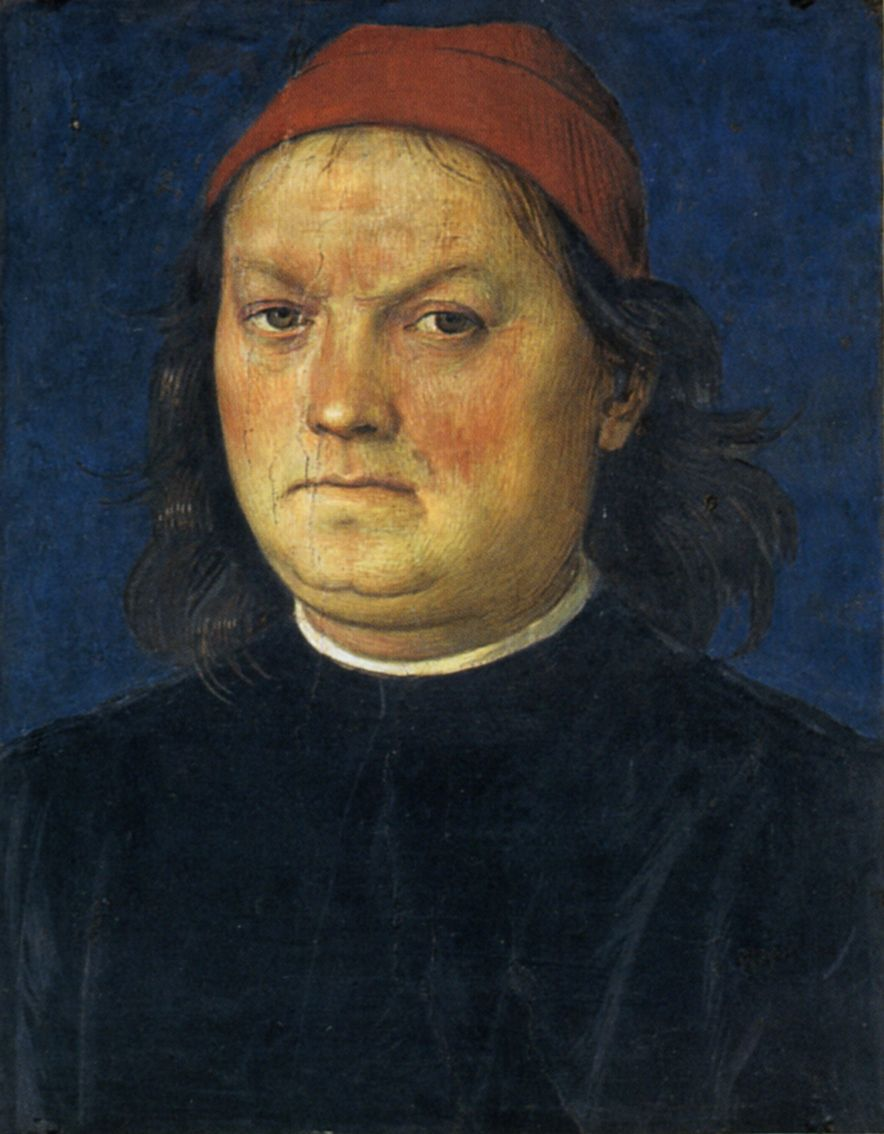
Pietro Perugino - Autoportret - (cca. 1500) Palazzo dei Priori, Perugia

Pietro di Cristoforo Vannucci, zis il Perugino sau Pietro Perugino (n. cca.1450, Città della Pieve - d. februarie 1523, Castello di Fontignano) a fost un pictor renascentist italian, reprezentant al „Școlii din Umbria”. În operele sale, primite cu entuziasm din partea contemporanilor, se reunesc naturalismul și claritatea lui Andrea del Verrocchio cu luminozitatea și aspectul monumental din operele lui Piero della Francesca. Perugino a exercitat o influență puternică asupra picturii italiene din perioada de vârf a Renașterii, ceea ce se poate observa cel mai bine în creația celui mai strălucit elev al său, Rafael Sanzio, care va duce la perfecțiune tehnica de desen a maestrului său.

## Viața și Opera
Pietro Vannucci s-a născut cu mare probabilitate în jurul anului 1450. Familia Vannucci trăia în apropiere de Perugia într-un mic oraș din Umbria, Città della Pieve, unde tatăl viitorului artist, proprietar a numeroase imobile, îndeplinea diferite funcții publice. Primele lecții de desen le-a luat încă din adolescență de la un pictor din Perugia, Francesco di Bonifazio. Înainte de a împlini 20 de ani, Pietro Vannucci călătorește la Arezzo, unde studiază picturile lui Piero della Francesca. De la acest pictor își însușește tehnica construcției spațiului pictural, a realizării peisajelor rafinate, puțin învăluite în ceață și prin aceasta aproape ireale. În 1470, pleacă la Florența și își începe studiile în atelierul lui Andrea Verrocchio, unde au fost ucenici și Sandro Botticelli și Leonardo da Vinci. Influența lui Verrocchio se poate observa în operele de tinerețe ale lui Perugino, caracterizate printr-o rigiditate a desenului și de modul aproape naturalist al pictării corpului uman Talentul său dobândește destul de rapid recunoașterea în cercurile artistice și, în 1472, este primit în Compagnia di San Luca, breasla pictorilor din Florența. 

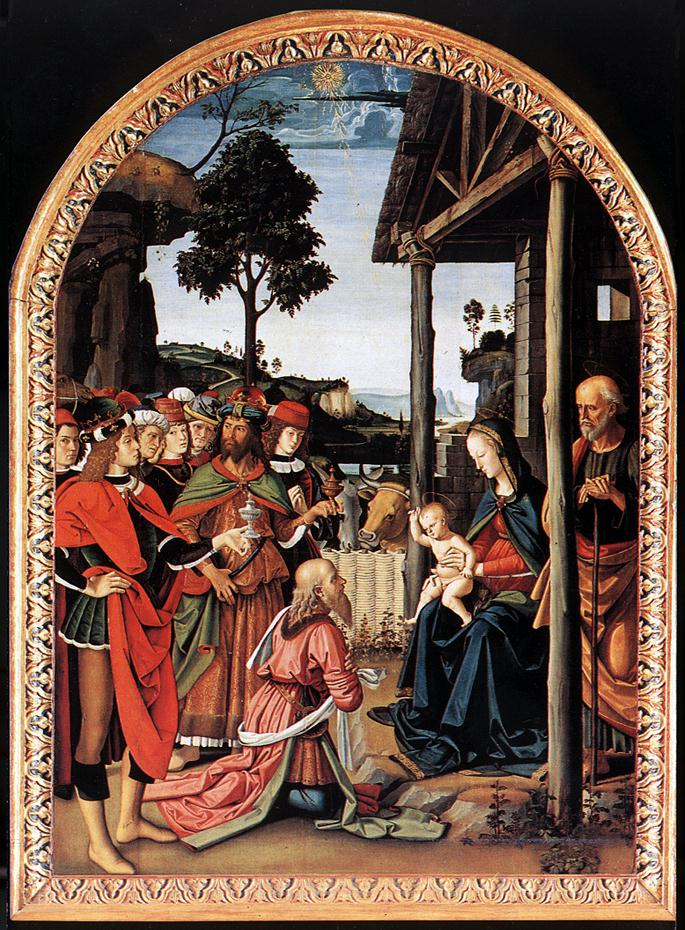
Închinarea Magilor (1475) Galleria Nazionale dell'Umbria, Perugia

Din anul 1473 datează compoziția „Sfântul Bernardo vindecând pe fiica lui Giovanni Petrazio din Rieti”, astăzi în Galleria Nazionale dell'Umbria din Perugia. Între anii 1473 și 1480 pendulează între Florența, unde lucrează în mănăstirea Santissima Annunziata, și Perugia, unde pictează decorațiile sălii mari din Palazzo dei Priori și tabloul „Închinarea Magilor” (1475) pentru biserica Santa Maria dei Servi. Acest tablou este caracterizat de un amalgam de stiluri, trădând influențele lui Botticelli, Piero della Francesca și ale lui Verrocchio, dar și ale goticului târziu, răspândit în pictura din Umbria, cu tehnica specifică a pictării și auririi cutelor, fețelor și veșmintelor. Cu toate acestea, artistul își formează în scurt timp propriul stil, desenul capătă mai multă mișcare, unduirea liniilor și contururilor dau „melodicitatea picturală” (Pietro Scarpelini) caracteristică acestui pictor.
În anul 1478 lucrează la frescele bisericii parohiale din Cerqueto, în apropiere de Perugia, și pictează la Roma absida capelei corale din Basilica Vaticana, operă din păcate distrusă.
Are doar 31 de ani când primește cea mai mare recunoaștere a renumelui lui: în anul 1481, Papa Sixt al IV-lea îl însărcinează cu decorarea unei părți din Capela Sixtină. Din acest moment până la sfârșitul anului 1483, participă la decorația Capelei alături de mari pictori, precum Sandro Botticelli, Domenico Ghirlandaio, Cosimo Rosselli. Pe măsură ce lucrările avansează, frescele dobândesc o faimă tot mai mare, consolidând poziția artistului. În această perioadă își ia numele pe care îl cunoaștem astăzi, „Pietro din Perugia” - „il Perugino”. În anul 1485 este numit cetățean de onoare al orașului Perugia.

### Frescele din Capela Sixitină

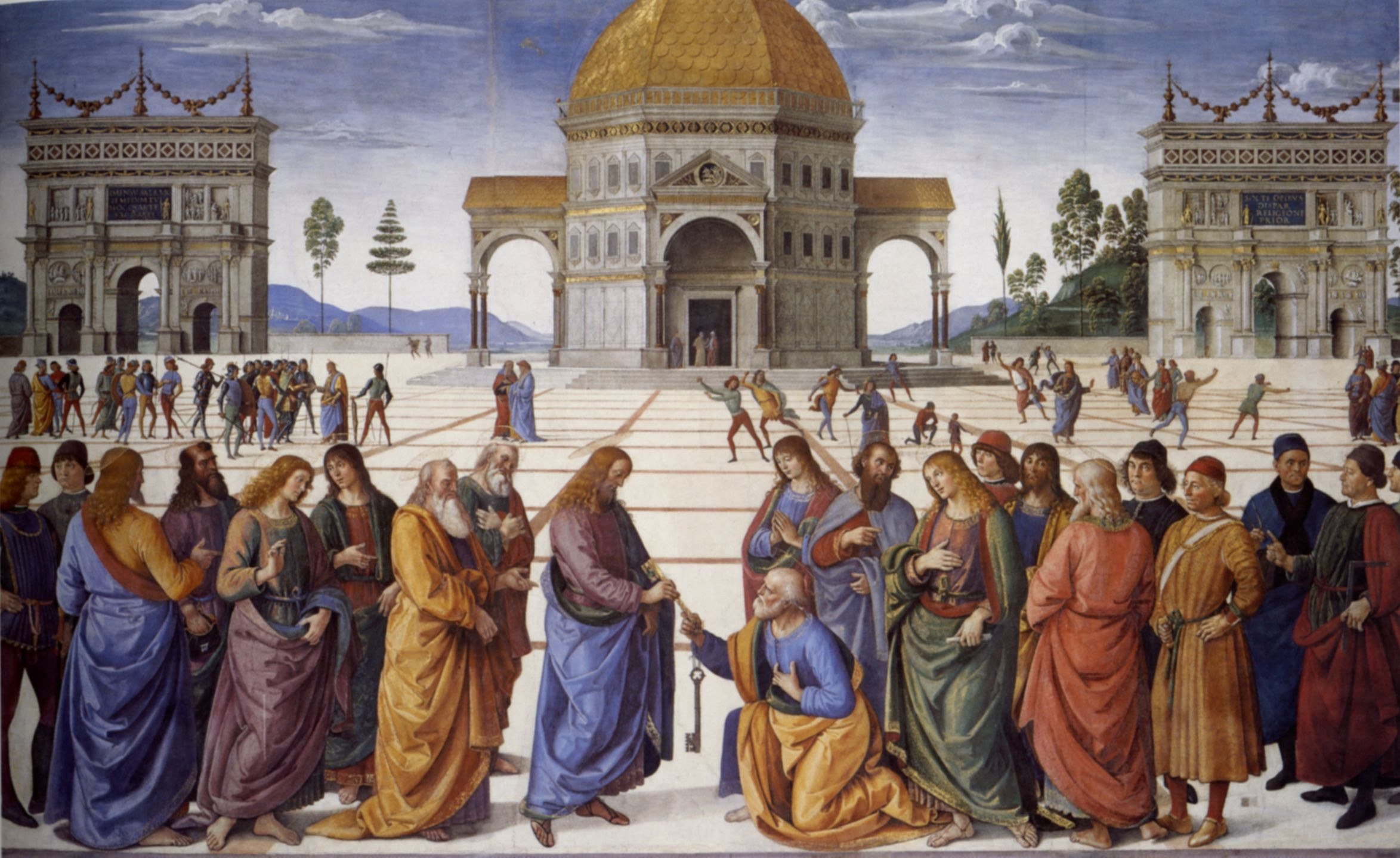
Christos înmânându-i Sfântului Petru cheile (1481) Frescă, 335 × 550 cm, Capela Sixtină, Roma.
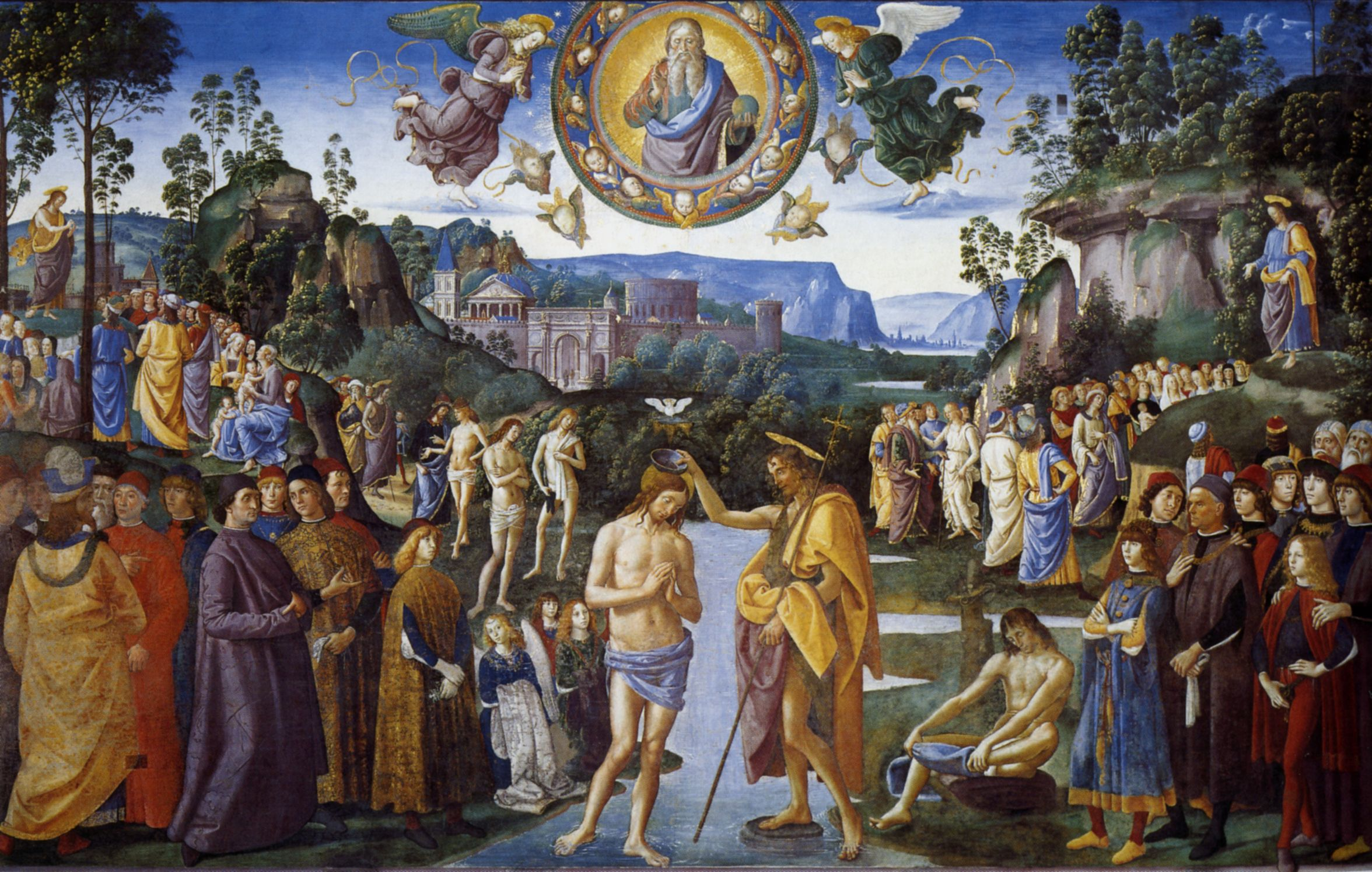
Botezul lui Christos
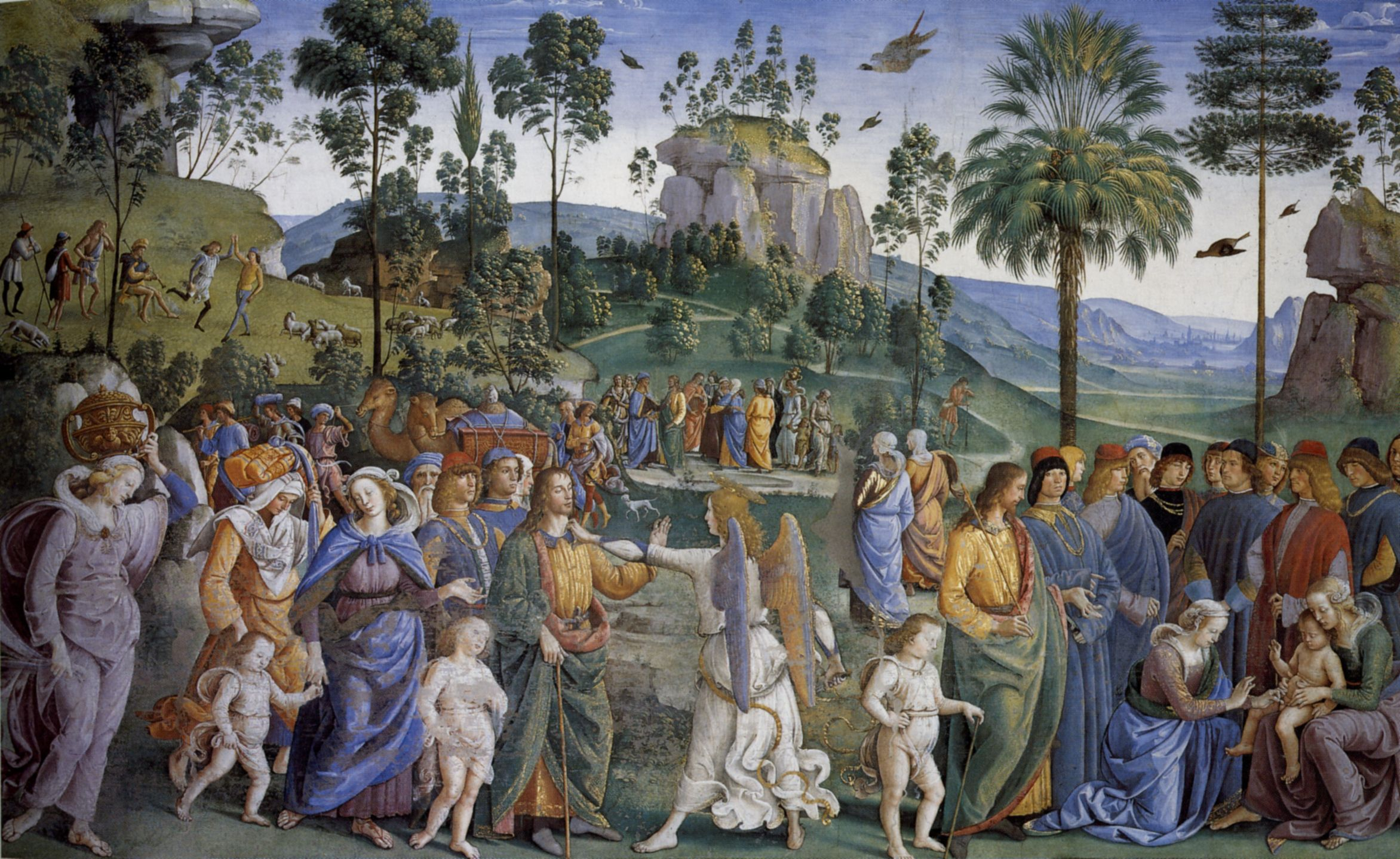
Călătoria lui Moise în Egipt

Fresca intitulată „Christos înmânându-i Sfântului Petru cheile”, care decorează peretele din dreapta al Capelei Sixtine din Vatican, este poate cea mai reușită creație a lui Perugino, în orice caz cea care i-a adus renume și l-a făcut cunoscut în toată Italia. Se poate spune că toate elementele tradiționale ale artei picturii - compoziție, expresivitatea figurilor, utilizarea luminii și culorilor - ating în acest tablou perfecțiunea. La celelalte două fresce din Capela Sixtină, „Botezul lui Christos” și „Călătoria lui Moise în Egipt” au lucrat și câțiva dintre elevii săi, printre care Pinturicchio, fapt care explică factura eterogenă a lucrărilor. 
În anul 1493, Perugino se căsătorește cu fiica arhitectului Francelli, cu care va avea șapte băieți. Către sfârșitul secolului, artistul devine foarte popular și comenzile se înmulțesc într-un ritm atât de rapid, încât trebuie să deschidă două ateliere, la Florența și la Perugia, unde lucrează împreună cu elevii și colaboratorii săi.

### Picturi realizate în atelierul din Florența (1490-1500)
- "Viziunea Sfântului Bernardo" (1490, astăzi în Alte Pinakothek din München)
- "Portretul lui Francesco delle Opere" (1494, conservat în Galleria degli Uffizi, Florența)
- "Apollo și Marsias" (1492, în prezent la Muzeul Luvru din Paris)
- "Pietà" (1495, în prezent în Galleria degli Uffizi, Florența)
- "Răstignirea lui Christos" (1495-1496, frescă în biserica Santa Maria Maddalena dei Pazzi)
- "Maria Magdalena" (1498, în prezent în Palazzo Pitti, Galleria Palatina, Florența)

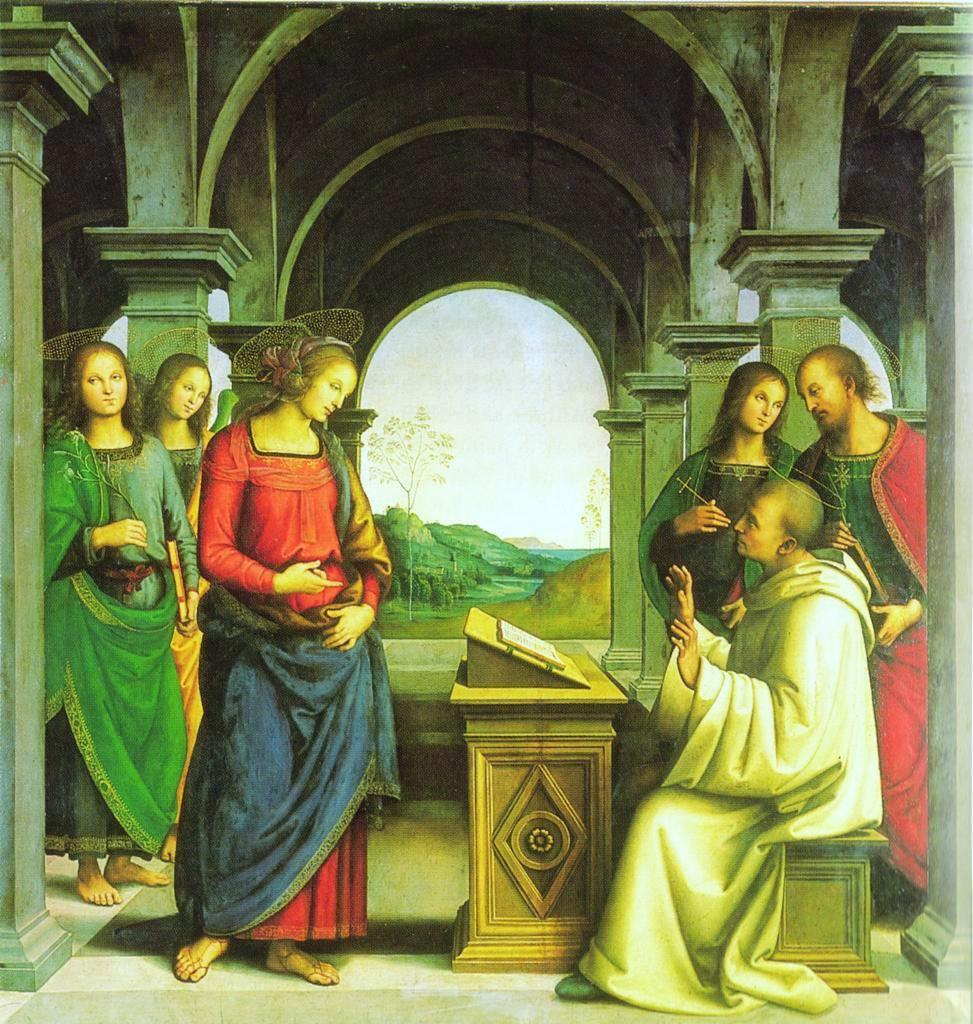
Viziunea Sfântului Bernardo
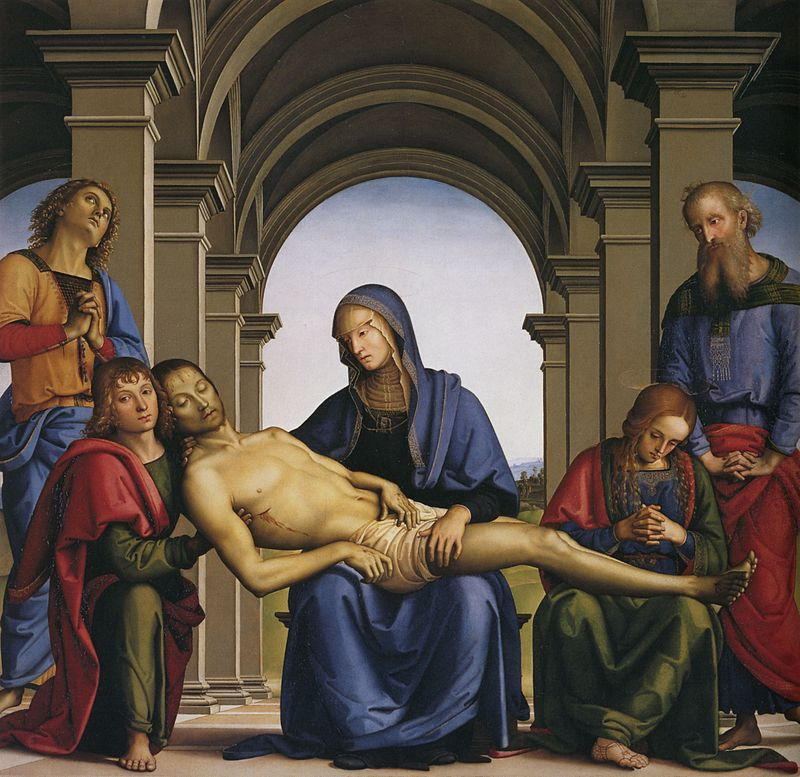
Pietà
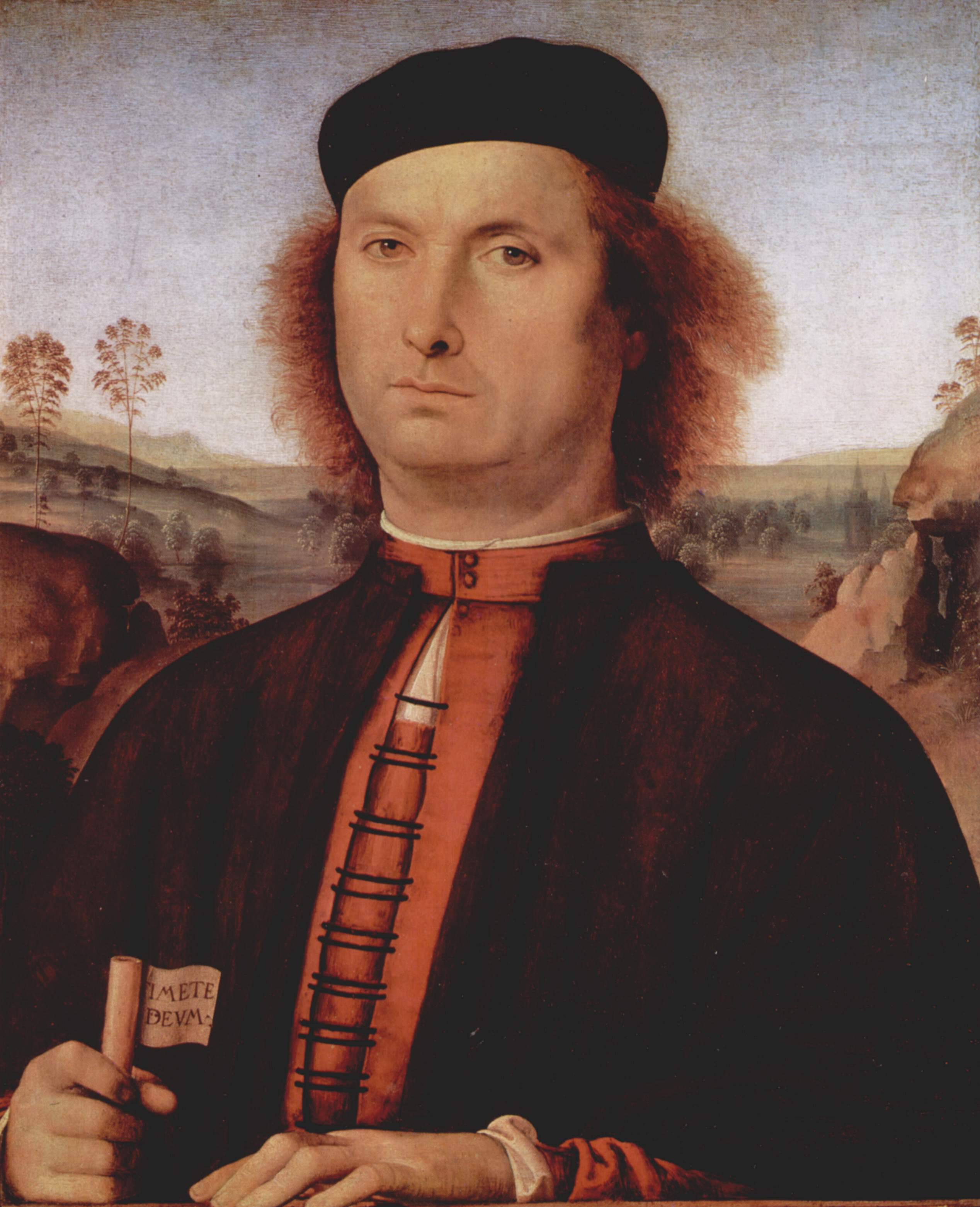
Portretul lui Francesco delle Opere
Maria Magdalena

„Viziunea Sfântului Bernardo”, operă matură din punct de vedere artistic, îl reprezintă pe Sf. Bernardo în clipa în care îi apar Fecioara Maria și doi îngeri. La fel ca și în alte opere ale lui Perugino, se poate observa relația fină între încărcătura sentimentală a scenei, natura exterioară și arhitectură. 
În „Pietà”, artistul utilizează o construcție picturală prin care reușește să arate greutatea trupului neînsuflețit al lui Iisus. Culorile folosite accentuează dramatismul scenei, iar efectul de perspectivă creat de coloane și arcade domină întreaga construcție monumentală. 
Fresca cu tema „Răstignirii lui Christos” se afla într-o încăpere destul de mică a bisericii Santa Maria Maddalena dei Pazzi din Florența. Perugino a inclus în pictura sa și coloanele de piatră existente în spațiul încăperii. Datorită acestui trompe-l'oeil, spațiul bisericii devine o componentă a scenei picturale, iar privitorul devine martor al scenei reprezentate. 
„Apollo și Marsias” este unul din puținele tablouri care nu a fost pictat la comandă. În ceea ce privește tema compoziției, nu toți istoricii de artă sunt de acord cu faptul că personajul din fața lui Apollo ar fi Marsias (tânărul frigian renumit pentru măiestria cu care cânta la flaut), ci mai de grabă ar fi vorba despre Daphnis (păstorul sicilian, fiul lui Hermes, pe care Apollo îl învață să cânte la flaut). Această afirmație este susținută de faptul că, pentru chipul acestui personaj, Perugino trebuie să-l fi avut ca model pe Lorenzo de Medici, al cărui erou mitologic preferat era tocmai Daphnis. 
„Portretul lui Francesco delle Opere” este, poate, cel mai bine realizat portret al lui Perugino. Tabloul amintește de portretele maeștrilor flamanzi, de exemplu de cele ale lui Hans Memling. Portretul redă, printre altele, starea de spirit care era caracteristică în acea vreme în Toscana. Bărbatul ține în mâna dreaptă o bucată de hârtie pe care se poate citi: „Timete Deum” („Temeți-vă de Dumnezeu”), acestea fiind primele cuvinte ale predicilor lui Girolamo Savonarola, severul călugăr dominican care preluase puterea la Florența în anul 1494.
Tabloul reprezentând-o pe „Maria Magdalena” inspiră o atmosferă ciudată, neliniștitoare. Figura Mariei Magdalena este personificarea acelui ideal de frumusețe ambivalent, caracteristic operelor lui Perugino.

### Opere executate la Perugia (1496-1504)
- Tablouri pentru altarul Decemvirilor din Capella del Palazzo Pubblico, Perugia (1495-1496)
- „Madonna cu Pruncul Iisus și patru sfinți” (1497, în prezent în Galleria Nazionale dell'Umbria, Perugia)
- „Fecioara Maria înconjurată de sfinți” (1496, în prezent în Pinacoteca din Vatican)
- „Politticul” din biserica San Pietro (1496, operă deteriorată în urma distrugerii bisericii în 1591).
- „Madonna Consolatrice” (1498, Galleria Nazionale dell'Umbria, Perugia)
- Decorația Sălii de Audiențe din Collegio del Cambio din Perugia (1498-1500)
- „Glorificarea Sfintei Fecioare” (1501, Galleria Nazionale dell'Umbria, Perugia)
- "Politticul" din biserica Sant' Agostino (1501-1502)
- „Logodna Sfintei Fecioare” (1503-1504, Capella del Sant' Anello în Domul din Perugia)

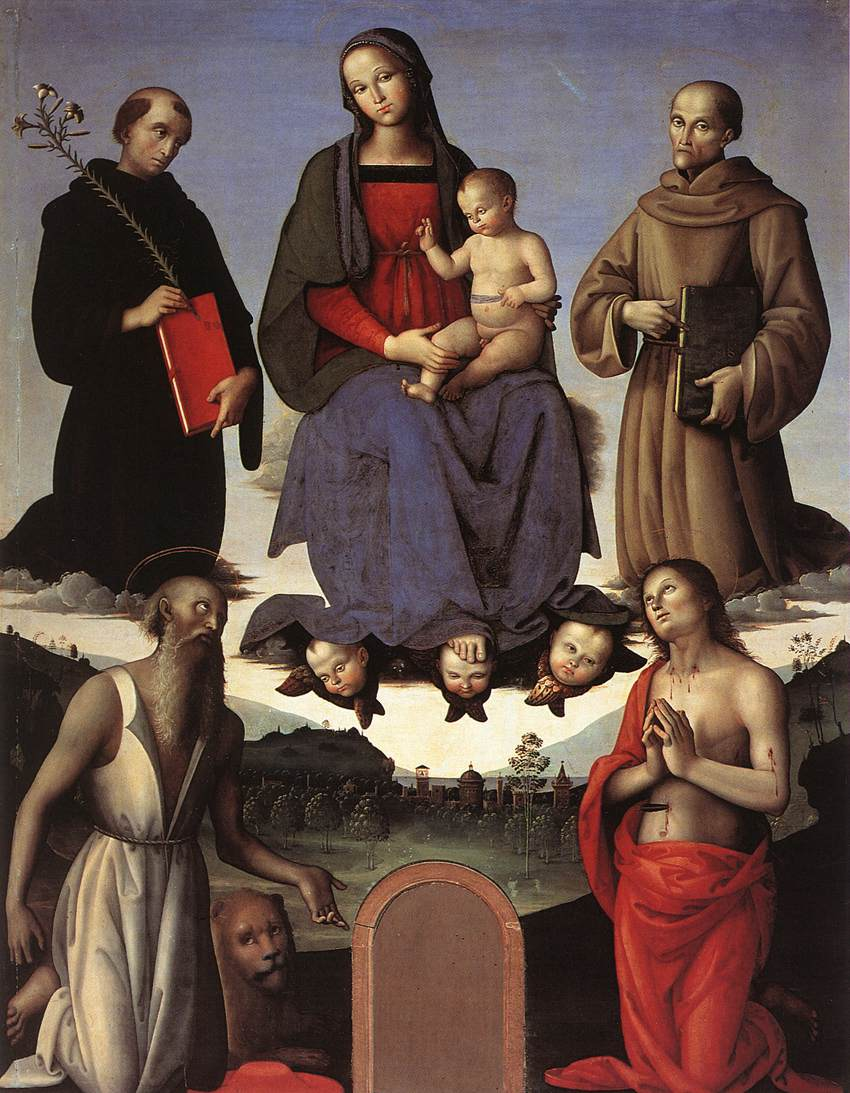
Madonna cu Pruncul Iisus şi patru sfinţi
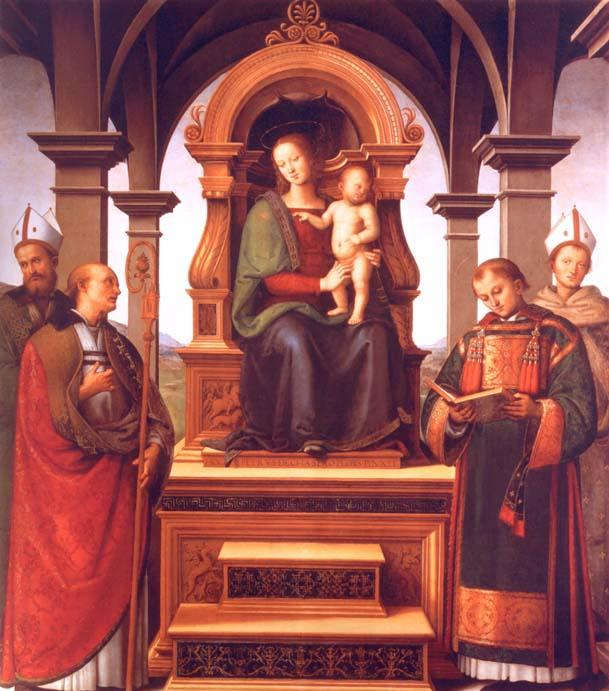
Fecioara Maria înconjurată de sfinţi
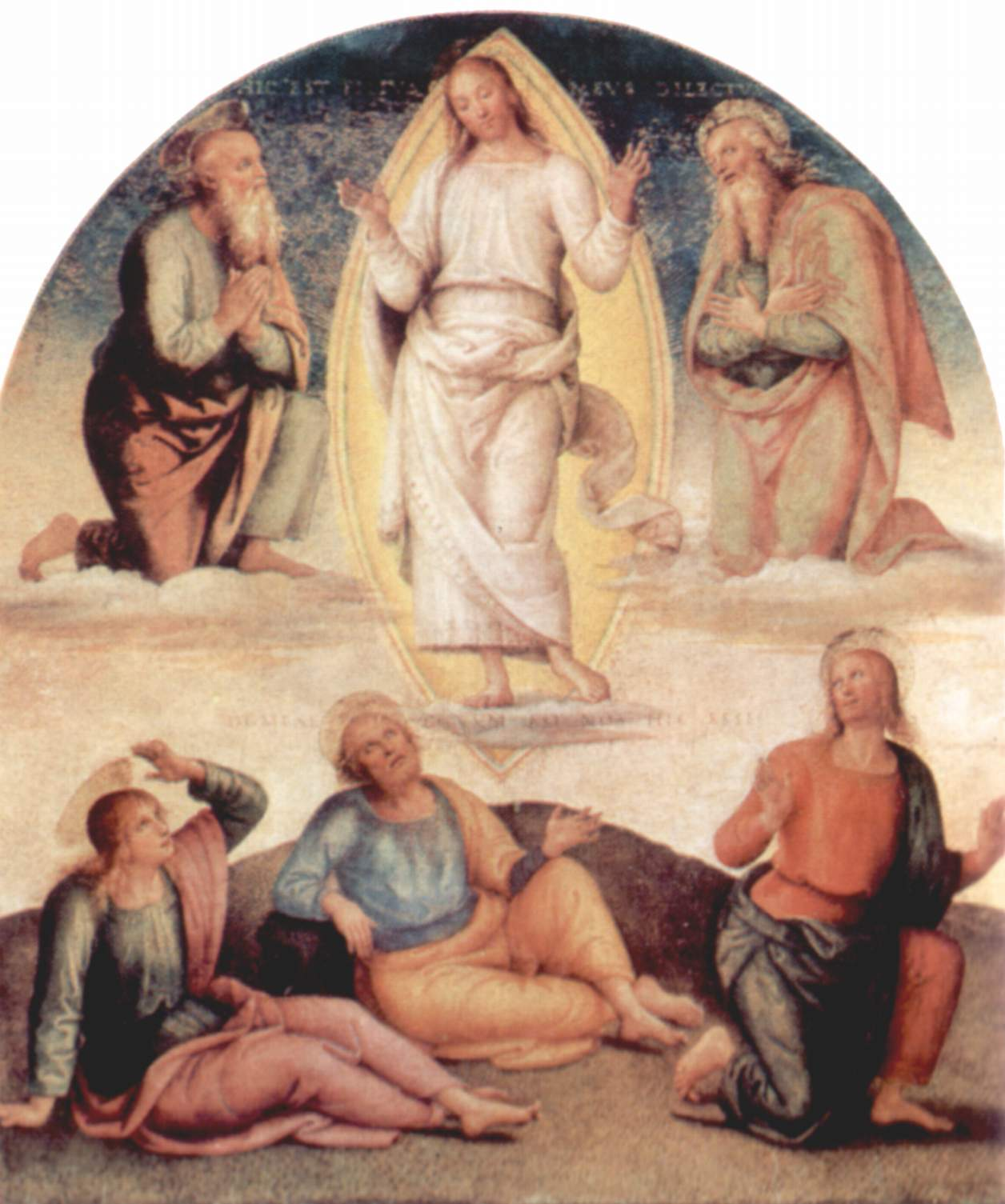
Schimbarea la faţă
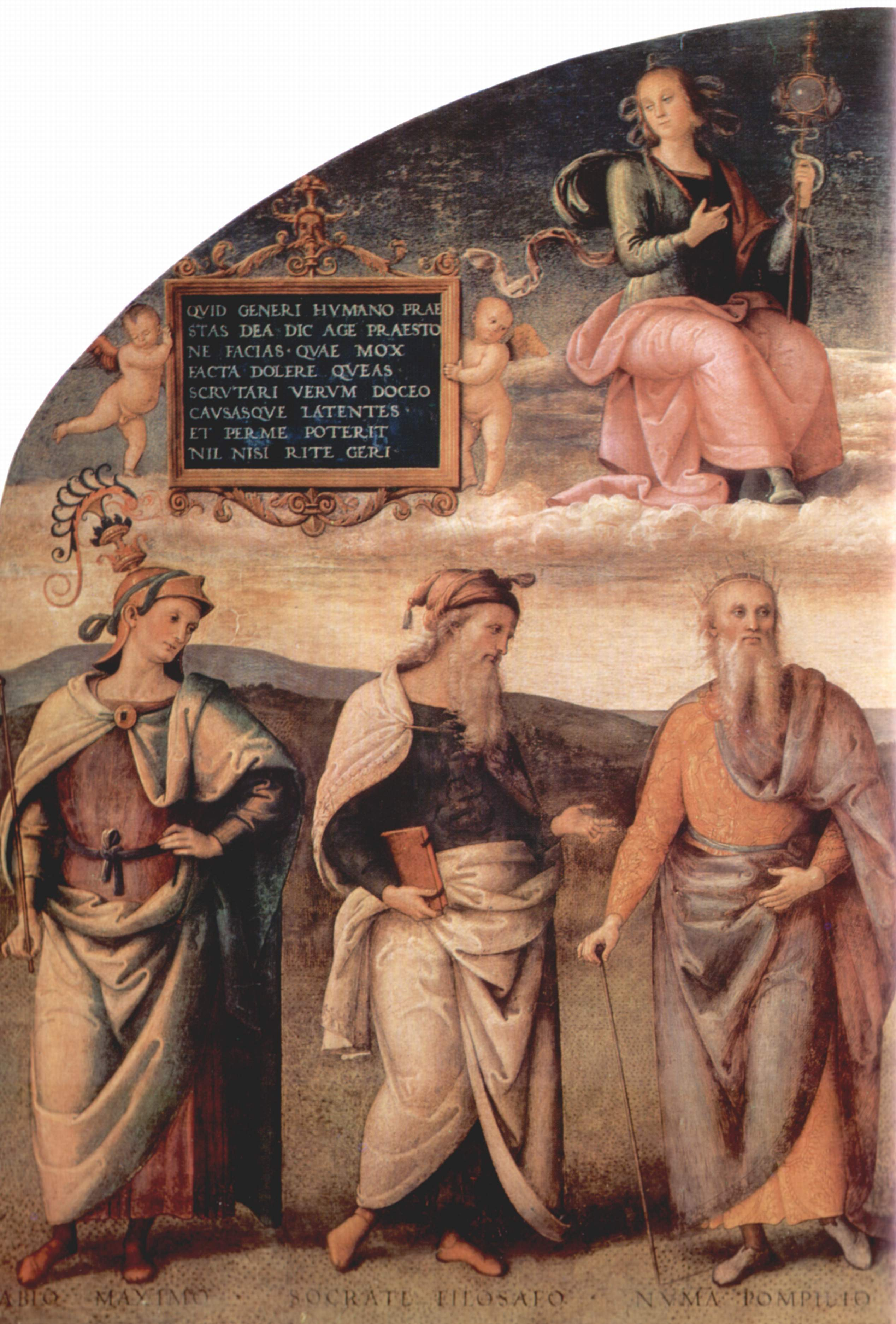
Personificarea Prudenţei şi Justiţiei şi înţelepţi ai antichităţii
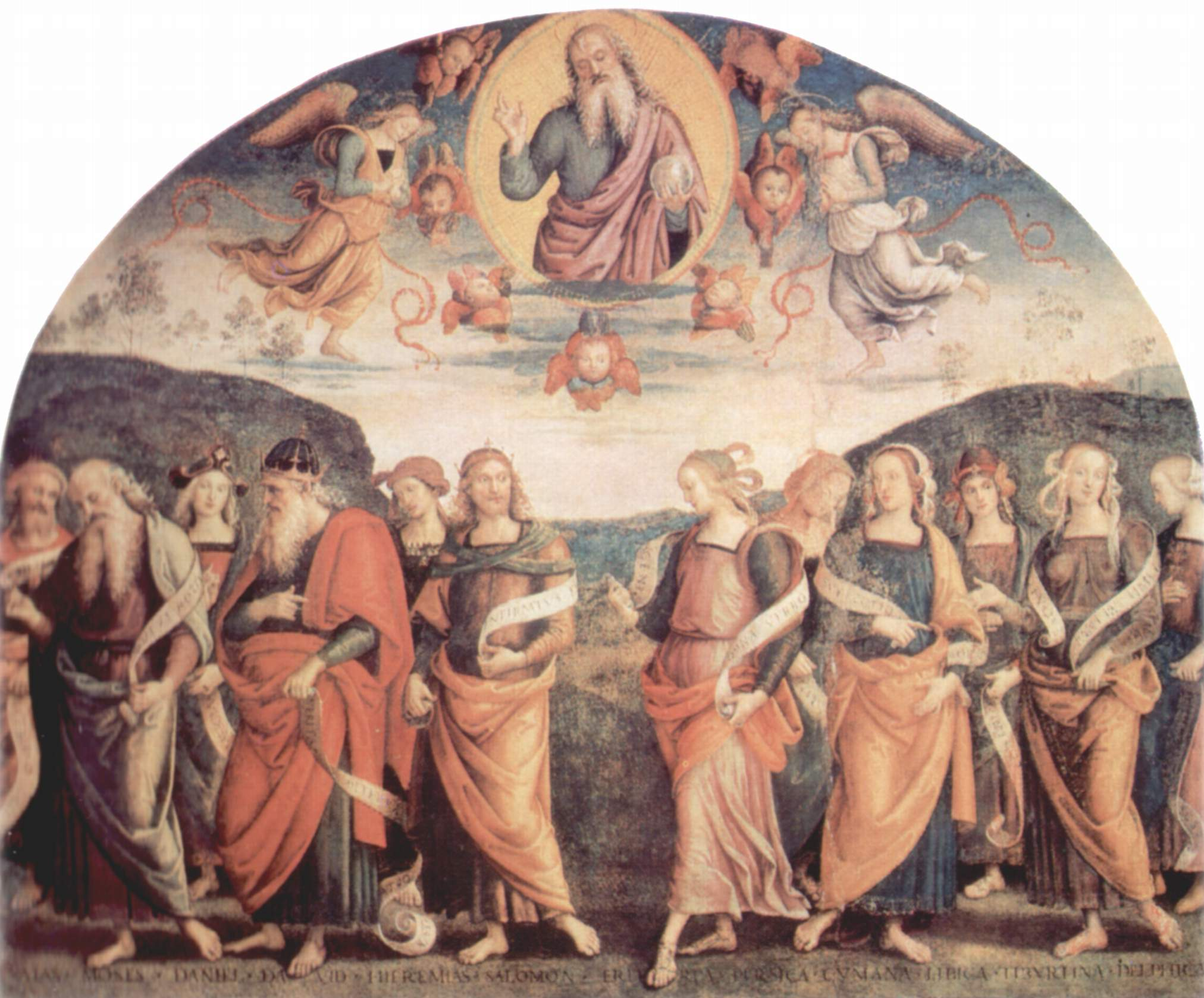
Dumnezeu Atotputernic cu profeţi şi Sybile

În anii 1495-1496, Perugino decorează pereții capelei în Palazzo Publico din Perugia, din însărcinarea „Decemvirilor” orașului. Pe panoul din centru era reprezentată „Madonna cu Pruncul Iisus și patru sfinți”, sfinții Lorenzo, Ludovico di Tolosa, Ercolano di Brescia și Costanzo di Perugia. Tabloul se găsește în prezent în Galleria Nazionale dell'Umbria din Perugia.
Pictura intitulată „Fecioara Maria înconjurată de sfinți” are în același timp caracter cameral și monumental. De remarcat este construcția sa echilibrată, care este sugerată nu numai de arhitectură, ci și de poziția armonioasă prin simetrie a celor patru sfinți.
Tema Fecioarei Maria cu Pruncul Iisus revine în mai multe din picturile lui Perugino. Diferitele asociații cetățenești jucau un rol important în viața socială a provinciei Umbria. Se întâmpla des ca unele dintre ele să comande picturi pe teme religioase cu scopul de a dobândi un prestigiu deosebit. Asfel, tabloul „Glorificarea Sfintei Fecioare” (Madonna in gloria) este executat la comanda asociației Sant'Andrea della Giustizia, și se găsește în prezent în Galleria Nazionale dell'Umbria din Perugia. Opera fascinează prin splendida combinație cromatică, regăsită și în „Madonna Consolatrice”, culorile vii ale veșmintelor Mariei contrastând cu tonurile estompate ale peisajului.
Începând cu anul 1498, Perugino lucrează la decorarea sălii de audiențe în Collegio del Cambio din Palazzo dei Priori di Perugia, ciclu terminat în anul 1500 cu ajutorul multora din elevii săi. Tema ciclului este simbioza dintre înțelepciunea păgână a antichității și înțelepciunea creștină, temă elaborată de umanistul Francesco Maturanzio. Frescele reprezintă „Schimbarea la față”, „Nașterea Domnului”, „Prudența și Justiția” împreună cu șase înțelepți ai antichitîții, „Forța și Temperanța”, „Dumnezeu Atotputernic” etc.

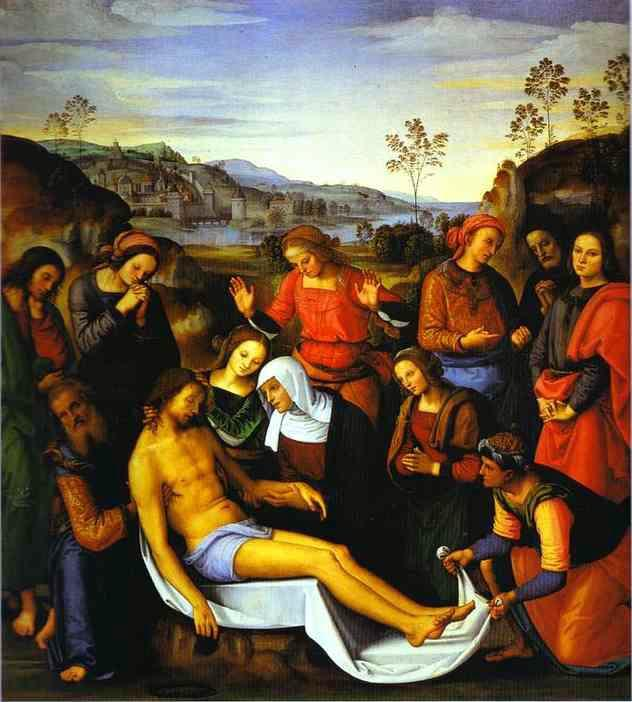
Coborîrea de pe cruce, 1495

În 1494 și 1497, Perugino întreprinde două călătorii la Veneția, unde cunoaște operele lui Giovanni Bellini și ale lui Vittore Carpaccio. Acești pictori au exercitat o influență puternică asupra creației lui Perugino, care s-a manifestat în alegerea culorilor, în desenul draperiilor și în modalitatea pictării materialelor. Din această perioadă artistul începe să picteze în tonuri mult mai calde, redând cu o sensibilitate mai mare efectele de lumină. Astfel, în tabloul intitulat „Coborârea de pe cruce” (1495) - în prezent în Galleria Palatina din Palazzo Pitti din Florența - paleta de culori amintește universul coloristic al lui Carpaccio, veșmintele personajelor par a fi ieșite din penelul lui Bellini.

### Ultimii ani
Deși călătorește foarte mult, artistul revine în atelierele lui din Florența și din Perugia. În această perioadă, la el își începe studiile tânărul Rafael. O dată cu apariția unei noi generații de pictori, printre care Leonardo da Vinci și Michelangelo, faima lui Perugino începe să descrească. Între anii 1500-1505 primește la Florența doar două comenzi, una din ele, "Lupta între Iubire și Castitate" (1505), pentru castelul San Giorgio din Mantova al Isabellei d'Este, nu este pe placul marchizei. Perugino nu ia în serios criticile la adresa picturilor sale din biserica Santissima Annunzziata. În ciuda faptului că este admirat din ce în ce mai puțin, continuă să picteze cu o enegie uriașă până în ultima clipă a vieții sale. Moare în februarie 1523 în Fontignano, lângă Perugia, probabil victimă aunei epidemii de ciumă bubonică. Nu se cunoaște locul unde a fost înmormântat.